# Pusztazámor
Pusztazámor é um município da Hungria, situado no condado de Peste. Tem 9,27 km² de área e sua população em 2015 foi estimada em 1.190 habitantes.